# Atrichopogon hystricoides
Atrichopogon hystricoides är en tvåvingeart som beskrevs av Debenham 1973. Atrichopogon hystricoides ingår i släktet Atrichopogon och familjen svidknott. Inga underarter finns listade i Catalogue of Life.